# معركة قوارت
معركة قوارت أو كوارت (بالإسبانية: Batalla de Cuarte)، وقعت في 25 أكتوبر 1094 بين قوات إل سيد والمرابطين. بالقرب من بلدتي كوارت ومصلاتة، الواقعتين غربي بلنسية جنوبي النهر.

## المعركة
اعتزم أمير المسلمين أن يسترد المدينة الأندلسية العظيمة، فسار إلى سبتة وحشد الجند، وندب ابن أخيه محمداً بن تاشفين ليقود الحملة، وكتب إلى حاكم غرناطة المرابطي، وإلى أمراء شرقي الأندلس، أصحاب شنتمرية الشرق، وألبونت، ولاردة، وطرطوشة، أن يجمعوا الجند للسير إلى استنقاذ بلنسية. وعبرت الجند المرابطية إلى الجزيرة في سبتمبر سنة 1094 م، أعني لثلاثة أشهر فقط من سقوط بلنسية، واجتمعت الحشود الأندلسية، وسارت القوات المتحدة صوب بلنسية، فوصلت إلى «كوارت» ثم إلى «مسلاته»، الواقعتين غربي بلنسية جنوبي النهر، في شهر أكتوبر (رمضان 488 هـ)، وصلوا صلاة الفطر في مسلاته، ثم بدأ الهجوم على بلنسية.
وكانت الأنباء قد وصلت إلى بلنسية بمقدم الجيش المرابطي. فشاع الذعر بين المسيحيين وأمر ال سيد بأن يجمع من أهل بلنسية، سائر السلاح والقطع الحديدية، وأخرج من المدينة سائر المسلمين الذين يشك في ولائهم. وتكررت هجمات المرابطين على المدينة بشدة، ولما رأى محمد بن تاشفين مناعة المدينة وصمودها الراسخ، ضرب حولها الحصار المطبق. ولم تمض أيام قلائل، حتى خرج إل سيد في قواته بالليل، وفاجأ المعسكر الإسلامي، وهاجمه بشدة، فأوقع فيه الاضطراب والذعر، واستولى على غنائم عظيمة من الخيل والسلاح والعتاد والمؤن، وقتل من المسلمين عدد جم، ثم عاد فامتنع داخل المدينة.